# Frédéric-Louis Allamand
Frédéric-Louis Allamand, född i februari 1736 och död 1803, var en schweizisk botaniker. Han föddes i Payerne, Schweiz, men flyttade till Leiden i Holland 1749 till sin farbror Jean-Nicolas-Sébastien Allamand. Han påbörjade studier i litteratur på universitetet i Leiden, men gick senare över till studier i medicin. 1760 blev han skeppsdoktor i den holländska flottan. Under den tiden så besökte han bland annat Surinam och Guyana.
Han hade en viss kontakt med Carl von Linné, men beskrev en del växtarter själv. Arten Allamanda har fått sitt namn efter honom. Auktorsnamnet F.Allam. kan användas för Frédéric-Louis Allamand i samband med ett vetenskapligt namn inom botaniken; se Wikipediaartiklar som länkar till auktorsnamnet.